# Vũ Nhật Tân
Vũ Nhật Tân (8 tháng 8 năm 1970 ― 21 tháng 7 năm 2020) là một nhạc sĩ người Việt Nam. Vũ Nhật Tân được báo chí Việt Nam mệnh danh là "Phù thủy âm nhạc". Ông còn là một trong những người tiên phong của dòng nhạc đương đại ― thể nghiệm ở Việt Nam. Tên tuổi của ông được biết tới với các tác phẩm "Hanoinoise", "Cõi vắng", "Đông muộn", "Châm", "Phố"...

## Thân thế
Vũ Nhật Tân sinh ngày 8 tháng 8 năm 1970 trong một gia đình có truyền thống âm nhạc. Cha ông là nhà nghiên cứu âm nhạc truyền thống Vũ Nhật Thăng. Từ năm 1980, Vũ Nhật Tân bắt đầu học piano tại Nhạc viện Hà Nội. Từ năm 1981 đến 1995, ông học sáng tác và nghiên cứu âm nhạc với giáo sư Trần Trọng Hùng và lấy bằng cử nhân âm nhạc tại Nhạc viện Hà Nội.

## Sự nghiệp

### Bước đầu sự nghiệp âm nhạc đương đại
Năm 1990, Vũ Nhật Tân có được cuộc gặp truyền cảm hứng nhất khi còn là nhà soạn nhạc trẻ, đó là khi ông được gặp Tôn Thất Tiết. Sau khi Tôn Thất Tiết trở lại Hà Nội đầu những năm 1990, Vũ Nhật Tân đã được Tôn Thất Tiết khuyến khích đến Pháp, giúp cho ông có được những buổi biểu diễn ra mắt quan trọng tại Paris. Vũ Nhật Tân đã giành được giải Nhất trong cuộc thi St. Germain-en-Laye với tác phẩm âm nhạc "Ký ức".
Năm 1995, một tác phẩm Vũ Nhật Tân viết cho dàn nhạc giao hưởng đã được biểu diễn thành công trong Festival âm nhạc đương đại ở Basel, Thụy Sĩ. Trong năm 2000 đến 2001, Vũ Nhật Tân theo học sáng tác và âm nhạc điện tử với Johannes Fritsch tại Học viện Âm nhạc Cologne, Đức. Năm 2002, ông tiếp tục du học tại trường Đại học San Diego tại Hoa Kỳ với Chinary Ung. Tác phẩm của ông đã được biểu diễn tại nhiều liên hoan âm nhạc, trong đó có Festival Roaring Hoofs tại Ulaanbataar năm 2000, Festival Louisiana về Âm nhạc Hiện đại tại Barton Rouge năm 2002, Festival Âm nhạc Thể nghiệm tại Perth năm 2003, Festival Âm nhạc Đương đại châu Á tại Tokyo năm 2004.
Vũ Nhật Tân đã tìm được một số cộng sự có chung niềm đam mê và thành lập một nhóm nghệ thuật đương đại xuyên Việt, trong đó cả những nghệ sĩ Việt kiều. Cũng trong năm 2003, ngay sau khi vừa trở về từ Festival nghệ thuật đương đại tổ chức tại Trung Quốc, Vũ Nhật Tân đã bắt tay vào thực hiện ngay công việc biểu diễn với chương trình "Âm hưởng Phố" ở Nhà hát Lớn Hà Nội ngày 14 tháng 11. Ngày 16 tháng 9 năm 2005, Vũ Nhật Tân đã cùng nhà thơ Trần Đăng Khoa, một họa sĩ và hai nhiếp ảnh gia khác thực hiện triển lãm "Hạt gạo" kéo dài tới hết tháng, trong đó Vũ Nhật Tân đóng góp tác phẩm âm nhạc mang tên "Giọt".
Đầu năm 2006, Vũ Nhật Tân vừa có buổi trình diễn ở Campuchia cùng với các nghệ sĩ của nhiều nước. Do kinh phí eo hẹp nên ông đã đứng ra "tự biên tự diễn". Chính bản thân ông đã chơi một tác phẩm của bản thân mình có tên "Sáo mơ" cho ba cây sáo trên nền nhạc lập trình bằng máy tính xách tay. Tác phẩm thứ hai là "Ngẫu hứng" cho sáo và piano cũng trên nền nhạc lập trình bằng máy tính xách tay. Tháng 2 năm 2009, Vũ Nhật Tân tham dự chương trình thể nghiệm hòa tấu âm nhạc châu Á – Scandinavia (Copenhagen – Hà Nội) với tư cách là một trong những nhạc sĩ của chương trình. Buổi hòa nhạc có thêm sự kết hợp của nhạc sĩ Ðan Mạch Michael Møller, nhạc sĩ Quốc Trung và nhạc sĩ Nicolai Abrahamsen. Báo Tuổi trẻ đã gọi đây là món "lẩu" âm nhạc và miêu tả "cho rất nhiều nguyên liệu vào cùng một nồi, đảo đều và ăn chung". Tháng 7 cùng năm 2009, Vũ Nhật Tân chơi DJ trong các màn liên hoan diễn xướng hầu thánh của người dân tỉnh Hà Nam tại Lễ hội đền Lảnh Giang diễn ra từ ngày 23 đến 26 tháng 7.

### Hợp tác và đột phá

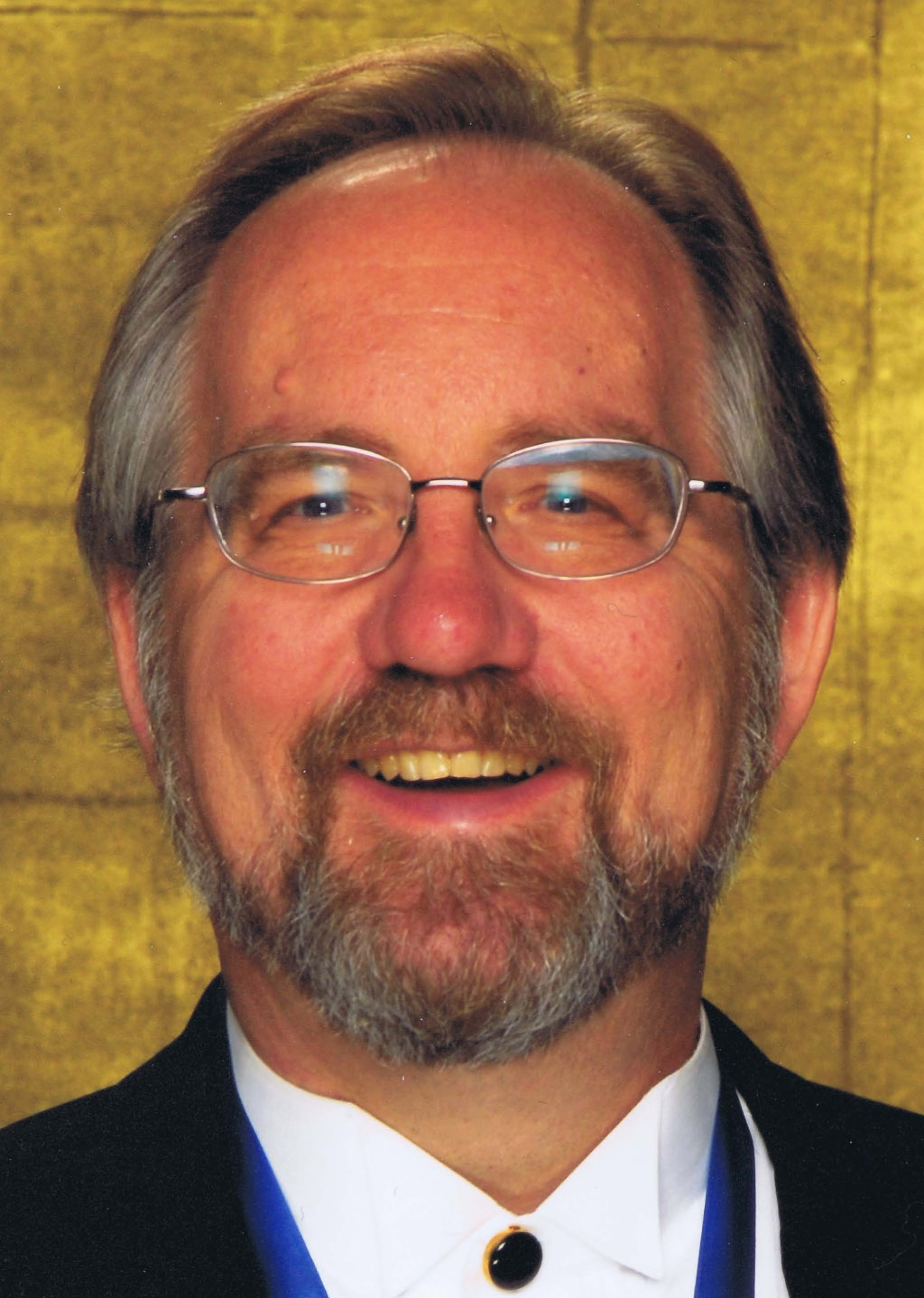
Jeff von der Schmidt

Năm 2009, Vũ Nhật Tân bắt đầu hợp tác lâu dài với Jeff von der Schmidt và Jan Karlin, Giám đốc của Southwest Chamber Music và Liên hoan Âm nhạc đương đại Quốc tế Los Angeles. Sự hợp tác với nhạc trưởng Jeff von der Schmidt, người từng đoạt giải Grammy đã tạo điều kiện cho danh tiếng của Vũ Nhật Tân tại quốc tế, giúp cho ông có nhiều buổi biểu diễn và bảo trợ sáng tác ở cả Việt Nam và Mỹ. Cũng trong năm 2010, nhạc trưởng Schmidt đã mời Vũ Nhật Tân tham dự cuộc giao lưu trao đổi văn hóa lớn trong lịch sử Mỹ và Việt Nam, là động lực thúc đẩy và là niềm cảm hứng cho Vũ Nhật Tân sáng tác "phố" dựa trên hình ảnh giao thông đường phố của Hà Nội. Tác phẩm được bảo trợ sáng tác bởi Wang Chung Lee và Susan Bienkowski. Cùng năm trong các buổi hòa nhạc Asending Dragon (Thăng Long), nhạc phẩm "Ký ức" đã nhận được sự đón nhận nồng nhiệt từ khsan giả Los Angeles khi màn trình vẫn chưa kết thúc. Ông cũng hợp tác với DJ Trí Minh cho ra mắt album mang tên "Hanoi Sound Scape".
Một số tác phẩm của Vũ Nhật Tân đã tạo dựng được sự chú ý và lôi cuốn các nhạc sĩ cũng như khán giả Mỹ, giúp cho ông tiếp tục được mời trở lại Los Angeles vào năm 2012 với tư cách là nhà soạn nhạc tham dự Liên hoan Âm nhạc Đương đại Quốc tế Los Angeles trong 6 tuần dưới sự tài trợ của Hội đồng Văn hóa châu Á tại thành phố New York. Trong lễ khai mạc liên hoan Âm nhạc này, ông giới thiệu tác phẩm "Khúc ca Napalm". Khi biểu diễn tại thành phố này, bản nhạc được đánh giá cao và được tài trợ sáng tác bởi E.Randol Schoenberg, cháu trai của nhà soạn nhạc Arnold Schoenberg. Trong 6 tuần cư trú tại Los Angeles, Vũ Nhật Tân đã thảo luận với Southwest Chamber Music về khả năng thành lập Nhóm nhạc Đương đại Hà Nội. Dự định của ông nhận được mọt kế hoạch hành động dài hạn tại Phiên thử nghiệm nhanh cùng ngày do Trường Kinh Doanh Peter F.Drucker tại Đại học Claremont McKenna tài trợ.
Năm 2013, Vũ Nhật Tân được mời tham dự buổi hội thảo về âm nhạc đương đại do Hội Âm nhạc Hà Nội tổ chức. Buổi hội thảo với chủ đề "Âm nhạc đương đại"   do chính ông là diễn giả đã khiến nhiều nhạc sĩ phải thốt lên về âm nhạc đương đại là "Không hiểu gì; Chẳng có chủ đề, giai điệu, tiết tấu gì cả". Ngày 29 tháng 8 năm 2014, Vũ Nhật Tân tổ chức một màn độc diễn với đêm diễn "Sự lãng mạn của công nghệ" với sự kết hợp giữa đàn piano điện tử, hệ thống đàn tổng hợp âm thanh, thiết bị điều khiển kỹ thuật số cùng phần nhạc nền soạn sẵn từ laptop.
Vào năm 2015, Jeff von der Schimdt và Karlin chính thúc trở thành cố vấn nghệ thuật cho nhóm và cùng cho ra mắt Nhóm Nhạc Đương đại Hà Nội cùng Vũ Nhật Tân và nghệ sĩ vĩ cầm Phạm Trường Sơn. Ngày 8 tháng 5 cùng năm, Vũ Nhật Tân làm người đề xuất ý tưởng và là cố vấn nghệ thuật của chương trình mở màn cho chuỗi nghệ thuật "Chuyện nhạc phố cổ" kể về âm nhạc xưa và nay của Hà Nội. Đây cũng là lần đầu tiên xuất hiện một không gian âm nhạc cổ truyền được phục dựng một cách nguyên bản, không có bất cứ sự hỗ trợ kỹ thuật khuếch tán âm thanh nào. Chương trình này đã giúp công chúng Việt Nam cảm nhận được những văn hóa lâu đời của đất vùng đất Thăng Long có lịch sử ngàn năm mà ngày nay là Hà Nội. Sau đó ít ngày, Vũ Nhật Tân tham gia "Lễ hội âm nhạc mùa hè" cùng 2 nghệ sĩ DJ khác là Ngọc Anh và Dee.F được tổ chức tại quận Ba Đình, Hà Nội.
Năm 2016, Vũ Nhật Tân tham gia đêm nhạc với tựa đề "Câu chuyện của tình yêu" được tổ chức tại Hà Nội. Đêm nhạc là sự kết hợp giữa nghệ sĩ đàn tranh Phan Ý Ly và Vũ Nhật Tân trong vai trò nghệ sĩ piano. Sau đó không lâu, Vũ Nhật Tân tiếp tục tham gia đêm nhạc đặc biệt "Ngẫu hứng" với Peter Jacobson, một nghệ sĩ cello đến từ Los Angeles. Vũ Nhật Tân đã từng được mời giảng dạy về âm nhạc Việt Nam tại Úc và Trung Quốc năm 2003. Ông là giảng viên soạn nhạc và âm nhạc điện tử tại Học viện Âm nhạc Quốc gia Việt Nam từ năm 1995.

### Những năm cuối đời và dự định
Những năm 2004 - 2007, Vũ Nhật Tân đã bắt đầu tìm hiểu đờn ca tài tử và cải lương khiến nhiều người ở Nam bộ khá ngạc nhiên. Ông đã sớm chắt lọc để đưa nhạc tài tử vào nhiều sáng tác và trình tấu. Nhưng ước mơ lớn nhất của Vũ Nhật Tân là muốn đưa đờn ca tài tử và cả cải lương vào dàn nhạc giao hưởng. Trong  năm 2019, Vũ Nhật Tân vẫn nói về ý định này và cho biết đã hoàn thành một số mảng chính, chỉ chờ nhà đầu tư là có thể hoàn chỉnh và dàn dựng. Để bổ trợ, Vũ Nhật Tân đã sưu tầm nhiều bài bản, thâu âm, sách, bài nghiên cứu, bài báo về nghệ thuật đờn ca tài tử và cải lương và đưa một số yếu tố âm nhạc truyền thống vào tác phẩm đương đại. Cùng năm, Vũ Nhật Tân cho biết đang chuẩn bị tài liệu gấp rút cho việc viết cuốn lịch sử âm nhạc hiện đại Việt Nam ở khía cạnh tiếp nhận quốc tế và đổi mới quốc nội. Cuốn sách này nếu xuất bản sẽ có độ dày khoảng 600 trang, là một khái quát về lịch đại, cũng như phân tích chuyên sâu những trường hợp đặc biệt. Anh cũng cho biết trong những đợt lưu diễn, lưu trú, giảng dạy ở nước ngoài, dù chuyên môn về âm nhạc thể nghiệm nhưng vẫn không quên sưu tầm dữ liệu cho sách này. Tuy vậy cho đến khi qua đời, ông vẫn chưa hoàn thành xong.
Những năm cuối thập niên 2010, Vũ Nhật Tân nhận được một số lời mời sáng tác khác đến từ Nhóm Hòa tấu Apollo ở Houston, bang Texas. Ông sáng tác "Mây" (tên tiếng Anh là "Clouds") cho đàn bầu và tứ tấu đàn dây. Với lời mời từ Viện Goethe, Vũ Nhật Tân sáng tác "Hanoise!" dưới sự thể hiện của Nhóm nhạc đương đại Hà Nội với các khách mời đến từ Nhóm Hòa tấu Hiện đại và Tứ tấu đàn dây Arditti. Tác phẩm cuối cùng của ông, "Mây" cho violin và piano, được mời sáng tác bởi những người bảo trợ phía bên Mỹ của ông.

## Âm nhạc cho phim và sân khấu
Năm 2010, Vũ Nhật Tân đảm nhiệm phần âm nhạc cho bộ điện ảnh chính kịch "Bi, đừng sợ!", là bộ phim giành giải Dự án châu Á nổi bật tại Liên hoan phim Quốc tế Busan năm 2007 và công chiếu tại hơn 30 liên hoan phim quốc tế. Một năm sau đó, Vũ Nhật Tân cũng tiếp tục biên soạn phần nhạc phim cho tác phẩm điện ảnh kinh dị đầu tay "Lời nguyền huyết ngải" của đạo diễn Bùi Thạc Chuyên. Năm 2012, ông tiếp tục phụ trách âm nhạc cho Show diễn thời trang của cuộc thi "Vietnam talent hair stylist" tối ngày 1 tháng 11 tại Hà Nội. Năm 2016, tác giả Lê Thanh Tùng cho ra mắt một triển lãm sắp đặt đa phương tiện mang tên "Vô cực", trong đó anh vận dụng chất liệu âm nhạc của Vũ Nhật Tân.

## Qua đời
Vũ Nhật Tân qua đời tối ngày 21 tháng 7 năm 2020 tại Bệnh viện Ung bướu Hà Nội. Vợ ông, bà Khương Hà đã cho biết ông qua đời "nhẹ nhàng, thanh thản". Hơn nửa năm trị ung thư trực tràng, Vũ Nhật Tân vẫn giữ tinh thần lạc quan. Bà Khương Hà cũng cho biết chồng phát hiện mắc ung thư ngày mùng 7 tết Âm lịch năm 2020 (tức ngày 31 tháng 1 năm 2020). Tin tức về sự qua đời của Vũ Nhật Tân đã khiến giới nghệ sĩ trong và ngoài Việt Nam tỏ ra "bàng hoàng, tiếc nuối". Nhạc trưởng Jeff von der Schmidt đã bày tỏ "nỗi đau xót" trên trang Facebook cá nhân rằng "trái tim ông tan vỡ khi nghe tin buồn". Tang lễ của ông được diễn ra vào ngày 25 tháng 7 và được hỏa táng tại Thanh Trì.

## Di sản
Một đêm hòa nhạc trực tuyến mang tên "Soundbridge" (tên tiếng Việt là "Cầu nối âm thanh") diễn ra trong bối cảnh Đại dịch COVID-19 do nhà soạn nhạc Kee Yong Chong công diễn tối ngày 12 tháng 11 năm 2021 để tưởng nhớ Vũ Nhật Tân. Đêm diễn đã chọn tác phẩm mở màn là tứ tấu dây "Châm". Bản nhạc "KIM-tương sinh ngũ hành chi biến" của Vũ Nhật Tân được nhạc trưởng Jeff von der Schmidt chỉ huy Nhóm nhạc đương đại Hà Nội và Đông Kinh Cổ Nhạc hoà tấu  trong chương trình hoà nhạc "Xưa – Mới" vào tháng 11 năm 2022.

## Giải thưởng
Một số bản hòa tấu nhạc dân tộc của Vũ Nhật Tân đã được Đài Tiếng nói Việt Nam. Năm 1992, ông đoạt giải thưởng hòa tấu nhạc dân tộc với sáng tác dành cho năm loại nhạc cụ: sáo, nhị, nguyệt, tranh, bộ gõ. Vũ Nhật Tân còn giành được 4 giải thưởng của Hội Nhạc sĩ Việt Nam với những tác phẩm "Ngũ Đối Đăng Đàn" cho dàn nhạc dân tộc năm 1998, "Phác Thảo" cho dàn nhạc giao hưởng 2000, "Nhịp đơn nhịp kép" và "Áo đơn áo kép" cho hòa tấu thính phòng năm 2001 và 2003. Năm 2002, Vũ Nhật Tân được trao giải thưởng của Hội đồng Văn hóa châu Á năm 2002.

## Nhận định
Vũ Nhật Tân được biết đến với vai trò người giới thiệu nghệ thuật sắp đặt âm thanh tới công chúng và khán giả Việt Nam. Với những đóng góp cho âm nhạc của mình, Vũ Nhật Tân được báo chí mệnh danh là "phù thủy âm nhạc" hoặc "phù thủy âm thanh". Ông còn là người đã khởi đầu cuộc chinh phục âm nhạc của Việt Nam từ thế hệ sinh thập niên 1970. Tuy vậy trong thời gian đầu khi tiếp xúc và quảng bá âm nhạc đương đại, Vũ Nhật Tân đã gặp khó khăn trong việc phổ biến các tác phẩm ở quê nhà. Một số người cho rằng ông không biết viết nhạc đồng thời cho rằng âm nhạc của ông "Tây quá". Vào đầu thập niên năm 2000, Vũ Nhật Tân từng bị coi là "gã Judas" (hàm ý chỉ "kẻ phản đồ") của âm nhạc cổ điển khi cho ra mắt những sản phẩm âm nhạc mang "màu sắc khác biệt". Vốn có sự đam mê sự ngẫu hứng, Vũ Nhật Tân quyết tâm theo đuổi dòng nhạc đương đại dù ông từng phải chịu không ít điều tiếng. Nhiều đồng nghiệp đã kỳ thị, cho rằng ông làm nhạc đương đại "với đủ loại âm thanh trống phách" là thứ nhạc "lạc loài". Những năm đầu thập niên 2010, một số địa chỉ không gian nghệ thuật như quán bar hay quán cà phê tại Hà Nội đã thường xuyên diễn ra các chương trình âm nhạc điện tử thể nghiệm, song loại hình âm nhạc này còn gặp phải nhiều cản trở để có thể tiếp cận với công chúng Việt Nam. Báo Hànộimới đã phỏng vấn Vũ Nhật Tân và nói ông là "nhạc sĩ kì cựu của nhạc thể nghiệm tại Việt Nam".
Nhận xét về vốn kiến thức âm nhạc, báo Tuổi trẻ cho rằng Vũ Nhật Tân theo học Nhạc viện nên có lợi thế tìm hiểu phong trào ca nhạc tài tử, sau phát triển thành âm nhạc cải lương. Tờ báo này cho biết thêm ông cũng đã tìm đọc từ những quyển sách tìm hiểu âm nhạc cải lương, bài bản cải lương đến những bài báo, công trình nghiên cứu về nhạc cải lương. Với việc được ví là "phù thủy âm nhạc", Vũ Nhật Tân có thể tạo ra những tác phẩm âm nhạc từ một chiếc laptop, các thiết bị âm thanh điện tử, kết hợp với các nhạc cụ phương Tây hay âm nhạc truyền thống Việt Nam hoặc bất cứ âm thanh nào của đời sống. Âm nhạc này vốn không có giai điệu, tiết tấu mà đến từ tiếng va đập của kim loại, tiếng xe cộ trên đường phố, tiếng rao hàng, tiếng cạo gỗ, tiếng miết bàn... được nghệ sĩ thể hiện bằng các loại nhạc cụ kèn, sáo, nhị... Và cả các loại vật dụng có thể tạo ra âm thanh, từ máy bơm dầu ông mua đến xoong, chảo. Công chúng và cả giới chuyên môn đã tỏ ra rất bất ngờ khi ông giới thiệu dự án âm nhạc "Tiếng ồn". Vũ Nhật Tân đã thu âm tiếng ồn từ phố phường, sau đó chọn lọc những âm thanh, tiếng động có tiết tấu, nhịp điệu cuộc sống (tiếng xe cộ, tiếng người trò chuyện...) rồi pha trộn cùng những loại nhạc cụ và kết hợp với các loại máy tiếng ồn để tạo ra những sản phẩm âm nhạc.
Báo VnExpress cho biết những thể nghiệm của Vũ Nhật Tân "tuy đơn độc nhưng là những không gian biết đòi hỏi người nghe học cách thích nghi..." Nhận xét về tác phẩm "Lúa non" (tên tiếng Anh là "Young Rice"), nhà phê bình âm nhạc Mark Swed cho rằng tác phẩm có "những nhịp điệu Latin lôi cuốn, thỉnh thoảng ló ra sau những tiếng sấm hùng vĩ của nhiều phát trống." Nhạc trưởng Honna Tetsuji đánh giá Vũ Nhật Tân là nhà soạn nhạc lớn, đồng thời cho biết ông luôn mong đợi được biết thêm những tác phẩm mới của Vũ Nhật Tân.